# Ushás
Ushás (‘amanecer’ en idioma sánscrito) es una diosa védica y consecuentemente también una deví (diosa) hinduista.
- उषस्, en escritura devánagari.
- uṣas, en el sistema IAST de transliteración.

El término sánscrito proviene de la lengua indoeuropea *h₂ausos, que dio origen al vocablo griego Eos, al latín Aurora, el lituano ausz-ra y antiguo alto germánico ôs-tan.
En el Rig veda, Ushás era una deidad exaltada, a veces mencionada en plural, "los amaneceres".
Es la encargada de despertar a los pájaros y espantar a los malos espíritus.
Se la representa como una joven hindú bellamente adornada, vestida con un sari, montada sobre una cuadriga dorada en su sendero a través del cielo.
Un número de 20 (de los 1028 himnos) del Rig veda están dedicados a la Aurora. El libro 7 tiene siete himnos, los libros 4 y 6 tienen dos himnos cada uno, mientras que los libros 1 y 10, más modernos, tienen seis y uno respectivamente.
En el Rig vedá, Ushás es invocada de la siguiente manera:

Los radiantes amaneceres se han elevado por gloria, en sus blancos esplendores como las olas de las aguas.
Ella hace que los senderos sean fáciles, buenos para viajar y, ricos, la han mostrado benigna y amistosa
Hemos visto que eres buena: lejos brilla tu lustre, tus rayos, tus esplendores han volado hacia el cielo.
Apoyándote, tú desnudas tu pecho, brillas tu majestad, tú, Diosa de la Mañana.
Rig veda 6.64.1-2 (traducción de Griffith)

En los «libros de familia» del Rig vedá (por ejemplo en el texto 6.64.5), se identifica poéticamente a Ushás como una hija divina (divó dujitá) de Diaúsh Pitá (el Padre Cielo).
En las genealogías tradicionales de la mitología hinduista, esta identificación se toma de manera literal.